# Karel van Beaumont
Karel van Beaumont (1361 – Olite, 29 juni 1432) was een Frans-Spaans edelman.
Karel van Beaumont was de tweede graaf van Beaumont-le-Roger en een zoon van Lodewijk van Navarra en diens onwettige echtgenote María García de Lizarazu. 

## Loopbaan

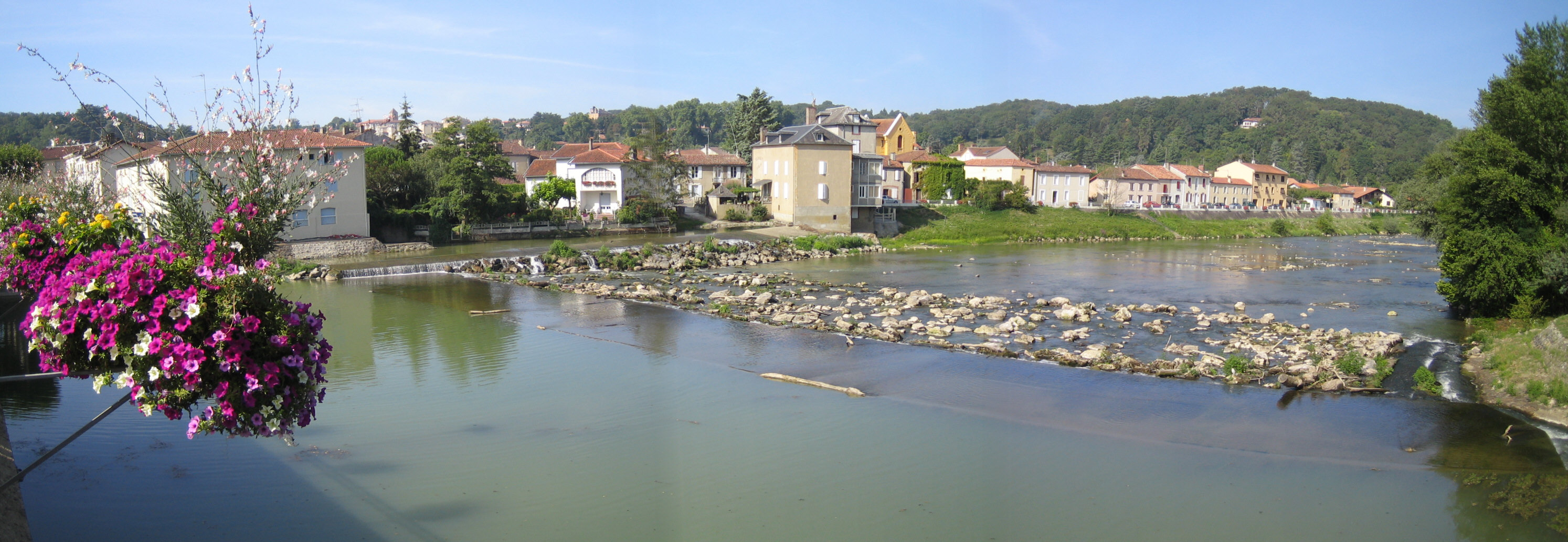
Karel van Beaumont kreeg van Hendrik IV het recht om tol te heffen bij de rivier Adour

Karel van Beaumont werd in 1379 door koning Karel II van Navarra benoemd tot vaandrig van het koninkrijk Navarra. Hetzelfde jaar wordt hij tevens kasteelheer van Saint-Jean-Pied-de-Port, een functie die hij tot in 1380 uitoefent. 
De titel van vaandrig verviel met de dood van de koning. Op 22 september werd hij door Karel III van Navarra opnieuw tot vaandrig benoemd. Op 21 juli 1391 krijgt hij van de koning de Spaanse eretitel van ricohombre en het kasteel van San Martín de Unx. 
De koning was hem welgezind, want in 1393 kreeg hij daarnaast ook nog eens paleizen en andere onroerend goed in Pamplona. 
In 1395 trouwde hij met María Jiménez de Boil, dochter van de Aragónese edelman Juan Jiménez de Atroxillo. María stierf echter al in 1402, waarschijnlijk bij de bevalling van hun dochter Charlot die kort daarna werd gedoopt. Karel III werd peetoom.  
Karel van Beaumont nam deel aan verschillende diplomatieke missies. In 1378 en 1384 hielp hij bij onderhandelingen over de haven van Cherbourg. Later bezocht hij als afgezant van Karel III van Navarra verschillende malen Engeland om te onderhandelen over de teruggave van Cherbourg. Op 23 november 1393 tekende Richard II van Engeland ten slotte een overeenkomst waarbij Cherbourg en het bijbehorende kasteel aan de kroon van Navarra werd teruggegeven.
Door Richard II van Engeland werd hij in hetzelfde jaar 1393 benoemd tot kasteelheer van Mauléon en kreeg hij landgoederen in Soule. 
In 1406 werd hij door Hendrik IV van Engeland benoemd tot Heer van Noaillan). In 1409 kreeg hij van Hendrik het recht om tol te heffen, onder andere bij de rivier de Adour. In 1415 kreeg hij landgoederen in Mérignac, Bègles en Veyrines. 
Karel van Beaumont, in het Frans Charles de Beaumont, in het Spaans Carlos, en in de verschillende bronnen ook wel Carlot of Charlot genoemd, trouwde opnieuw in 1408 in Mauleon met Anna van Curton, dochter van Arnaud van Curton en Johanna van Albret. Anna was Vrouwe van Curton, Albret en Guiche, gelegen in de Baskische provincie Labourd. 
Door het huwelijk met Anna liet Karel zijn blik vallen op het gebied van de Ultrapuertos en Navarra als mogelijke uitbreiding van zijn bezittingen. In Guiche ontstond een vriendschappelijke band met het Huis Luxa en een vijandschap met het Huis Gramont.
Uiteindelijk ontaardde dit in een gewapende strijd tussen enerzijds het Huis Beaumont en hun aanhang, ook Beaumonteses genoemd, en anderzijds het Huis Gramont en aanhang, die Agramonteses worden genoemd. In het conflict tussen Johan II van Aragón en zijn zoon Karel van Viana kiezen de Beaumonteses partij voor Karel, de Agramonteses voor Johan II.
Later, op 8 augustus 1444 stichtte Hendrik VI van Engeland als dank voor de steun van de Beaumonts het graafschap Guiche. 
Toen Karel III van Navarra rond 1412 optrad als bemiddelaar in het conflict tussen Bourguignons en Armagnacs werd hij bijgestaan door Karel van Beaumont.

## Nageslacht
Uit zijn 1e huwelijk met María Ximénez de Urrea, ook María Jiménez de Boil genoemd:
- Charlot (februari 1397 -)

Uit het 2e huwelijk met Anna van Curton
- Carlos (- 1422)
- Lodewijk, zijn opvolger.
- Johan van Beaumont, later ridder in de orde van San Juan de Jerusalén
- Clara
- Catalina
- Margarita
- Johanna, later getrouwd met Pedro de Laxague

Uit andere buitenechtelijke relaties:
- Tristán, prior van Artajona
- Menaldo
- Martin, later baron van Beorlegui